# Kigo
Kigo (季語) est un terme japonais signifiant « mot de saison ».

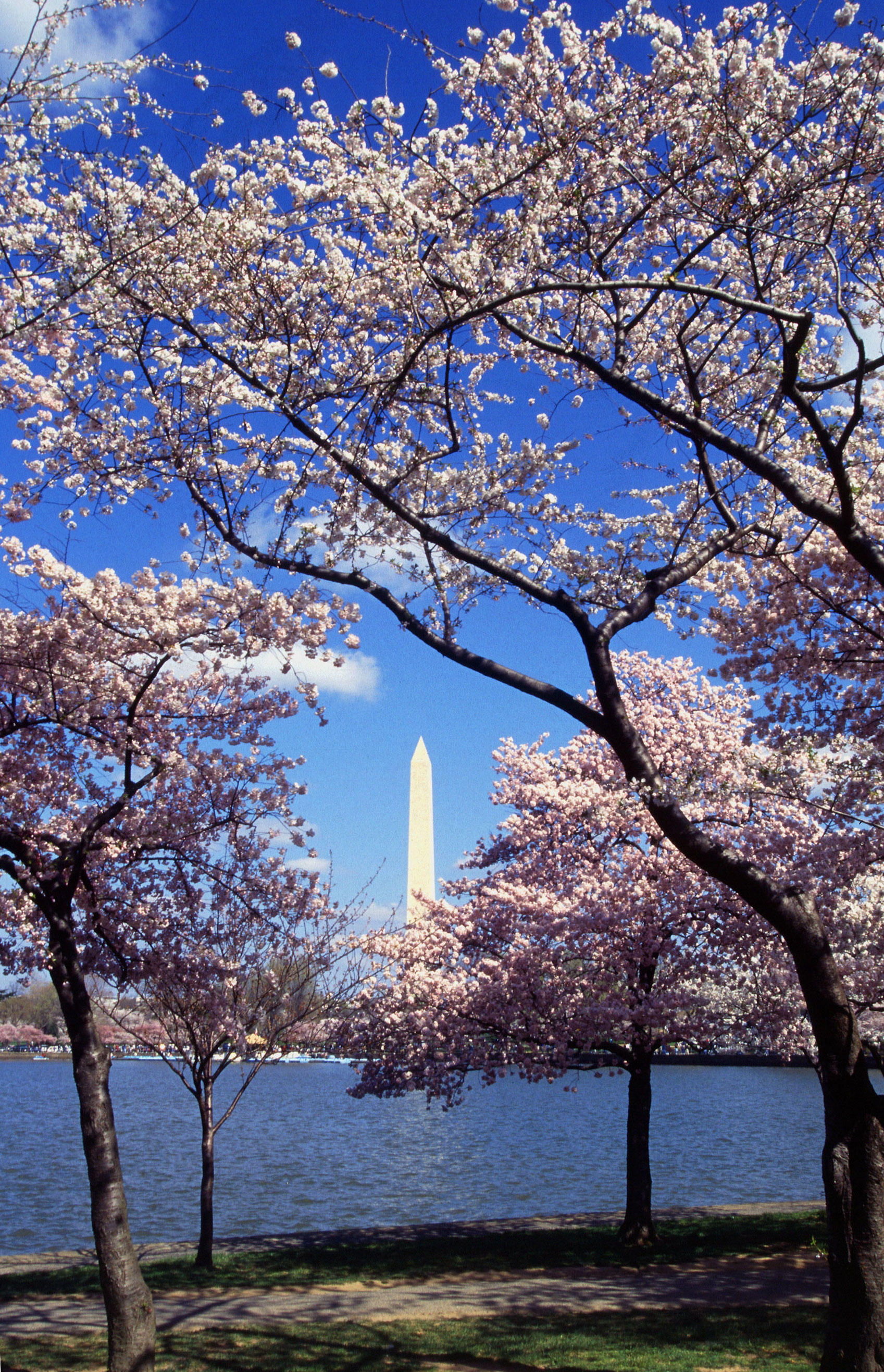
Sakura autour du bassin Tidal à Washington, DC : ces arbres sont un kigo classique pour représenter le printemps.

Les kigo sont des mots ou des phrases associés à une saison particulière. Ils étaient à l'origine utilisés dans des vers plus longs nommés renga (dont les renku), et tout particulièrement dans le premier vers du renga, le hokku, pour indiquer la saison ou se passait le poème. L'intérêt du kigo est de pouvoir évoquer tout un univers en un seul mot et son. Il est donc particulièrement utilisé dans les haïku.

## Histoire dukigo
La représentation et la référence aux saisons a toujours été d'une grande importance dans la culture et la poésie japonaises. La première anthologie de poésie japonaise, Man'yōshū, au milieu du VIIIe siècle, comportait plusieurs sections consacrées aux saisons. Lors de la parution de la première anthologie du Japon impérial, Kokin Wakashū (ou Kokinshū), un siècle et demi plus tard (en 905), les sections consacrées aux saisons étaient encore plus importantes. Ces deux anthologies avaient aussi des sections consacrées à d'autres types de poèmes, avec des poèmes d'amour et autres poèmes divers (zō).
L'écriture des poèmes tanka commença au milieu de l'ère Heian (à peu près en l'an 1000) et se développa pendant la période médiévale. Au XIIIe siècle, il y avait des règles bien définies pour l'écriture du tanka, qui spécifiaient que la moitié des vers devait inclure une référence à une saison spécifique en fonction de leur place dans le tanka. Les règles disaient également que le hokku (le premier vers du tanka) devait contenir une référence à la saison pendant laquelle le tanka était écrit. Au XVe siècle, se développa une forme de poésie collaborative qui consistait à composer des tanka à deux, dans le cadre de l'élaboration d'un poème plus long. Cette forme de tanka collaboratif prit le nom de renga. Une version plus légère nommée haïkaï no renga (renga comique) fut introduite à la fin du XVe siècle. Cette version du renga fut suivie et rendue célèbre par Matsuo Bashō et d'autres jusqu'à l'ère Meiji (1867-1912). Vers la fin du XIXe siècle, le hokku fut séparé du contexte du haïkaï no renga par Masaoka Shiki et fut recréé en tant que forme de poésie indépendante, mais en gardant le principe du kigo. Pendant l'ère Taishō (1912-1925) eut lieu un mouvement visant à abandonner complètement le kigo. Cependant, de nos jours, la plupart des haïku japonais contiennent un kigo même s'il peut parfois être omis. Beaucoup de haïku écrits dans un autre langage que le japonais n'ont pas de kigo.
Techniquement, le terme haïkaï est utilisé ici pour les poèmes de la période « pré-Shiki » et haïku pour ceux de la période « post-Shiki », même si l'usage populaire qualifie les deux de haïku. La plupart des données sur le kigo dans les haïku s'applique aussi au haïkaï (et au hokku du renga).

## Lekigoet les saisons

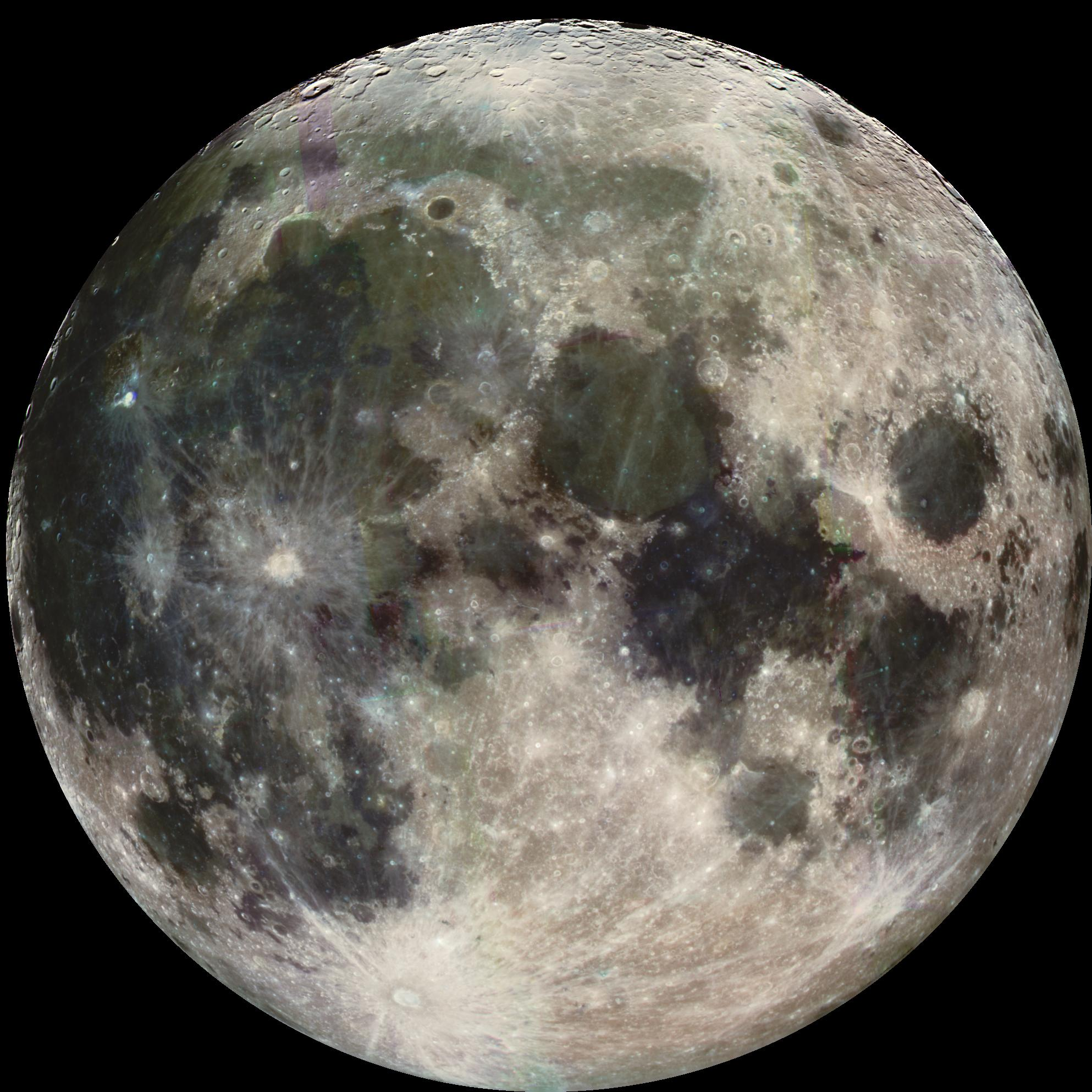
La pleine lune photographiée par la sonde Galileo.

Le kigo est un ensemble de mots ou d'expressions que l'on peut associer immédiatement à une saison particulière, mais parfois, la correspondance peut être plus subtile. Les citrouilles (kabocha) par exemple, peuvent être associées à leur récolte en automne. De plus, pour les Américains, les citrouilles font penser aux Jack-o'-lanterns de la fête de Halloween. Un peu plus tard dans l'année, les citrouilles peuvent être associées aux tourtes servies au dîner de Thanksgiving.
Mais pourquoi la Lune (tsuki) est-elle associée à l'automne alors qu'elle est visible dans le ciel toute l'année ? Parce que l'automne est la saison où les jours raccourcissent et les nuits sont plus longues, mais où le temps est assez doux pour rester dehors, si bien qu'on a plus de chances de regarder la lune, surtout si le ciel nocturne est dégagé. L'automne est également la saison où la lumière de la pleine lune peut éclairer les fermiers qui font leur récolte.

### Les saisons au Japon
Dans le calendrier japonais, les saisons sont définies selon un calendrier luni-solaire où les solstices et les équinoxes marquent les milieux de saisons. C'était également le cas dans la tradition européenne, mais le calendrier actuel place les solstices et les équinoxes au début des saisons. Pour les kigo chaque saison est divisée en trois périodes (début, milieu, fin) : 
- Printemps :
  - Début : 4 février - 5 mars
  - Milieu : 6 mars - 4 avril
  - Fin : 5 avril - 5 mai
- Été :
  - Début : 6 mai - 5 juin
  - Milieu : 6 juin - 6 juillet
  - Fin : 7 juillet - 7 août
- Automne :
  - Début : 8 août - 7 septembre
  - Milieu : 8 septembre - 7 octobre
  - Fin : 8 octobre - 6 novembre
- Hiver :
  - Début : 7 novembre - 6 décembre
  - Milieu : 7 décembre - 4 janvier
  - Fin : 5 janvier - 3 février

## Saijiki
Les poètes japonais qui écrivent des haïku utilisent souvent un saijiki : une sorte de « dictionnaire » ou d'« almanach » des kigo. Une entrée du saijiki inclut le kigo lui-même, plus une liste de mots similaires ou liés, et enfin quelques exemples de haïku utilisant ce kigo. Les saijiki sont divisés selon les quatre saisons, et les saijiki modernes incluent une section pour le Nouvel An et une autre pour les mots « sans saison » (muki). Ces sections sont divisées en catégories où sont classés les kigo.

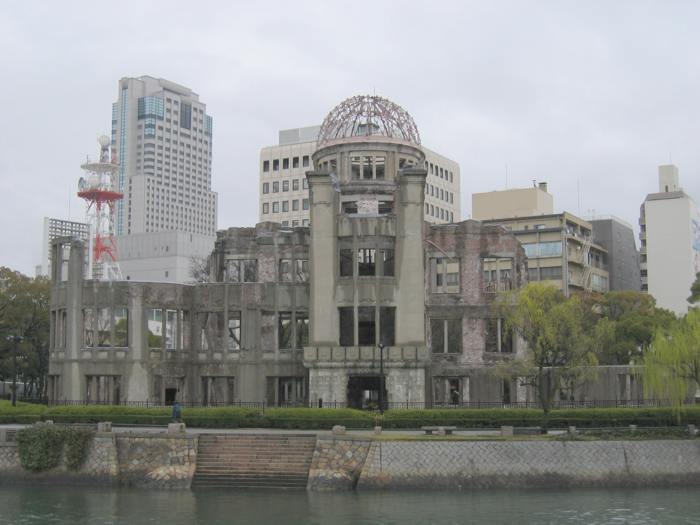
Le Genbaku Dome d'Hiroshima, symbole du bombardement atomique.

Les catégories les plus courantes pour l'été sont :
- La saison : le milieu de l'été, la canicule
- Le ciel : coucher de soleil, arc-en-ciel, les Pléiades à l'aube
- La terre : les cascades, l'abondance des fleurs sauvages
- L'humanité : la sieste, les sushi, les bains de soleil, la nudité, les piscines
- Les événements : Bombardements atomiques de Hiroshima et Nagasaki (6 août), Jour de la Confédération (1er juillet, Canada)
- Les animaux : les méduses, les moustiques, les serpents, les coucous
- Les plantes : le lotus, la fleur d'oranger, le lys, le tournesol

À noter que bien que les haïku soient principalement tournés vers la nature, il existe des catégories pour l'humanité et les évènements marquants.

## Kigoles plus courants dans leshaïkujaponais
Le Japon s'étend fortement du nord au sud, de sorte que le ressenti des saisons varie en fonction des régions. Cependant, le ressenti utilisé pour les kigo est celui de Kyoto et de ses alentours car c'est dans cette région que la littérature japonaise classique s'est principalement développée, en particulier jusqu'au début de l'ère Edo (début du XVIIe siècle). Ci-dessous quelques kigo courants classés selon leur saison associée, comme dans les saijiki.

### Printemps

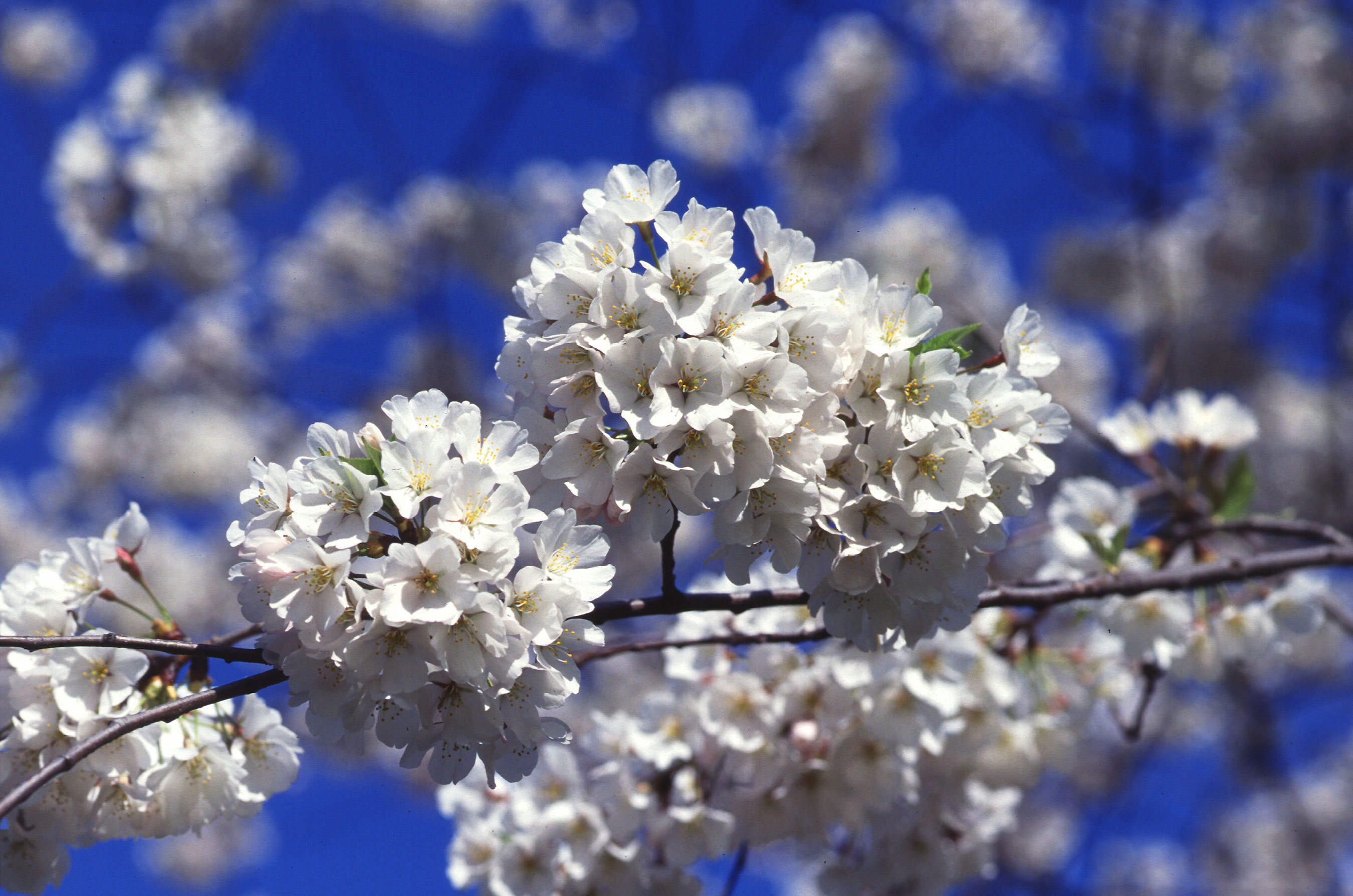
Les fleurs de cerisier (sakura), souvent appelées simplement fleurs (hana), constituent un kigo de printemps courant.

- Le printemps (haru) est lui-même est un kigo. On trouve aussi Le printemps commence (haru tatsu), Signes du printemps (haru meku), La mer au printemps (haru no umi), Le printemps s'en va (yuku haru). Higan du printemps (春彼岸, haru higan, littéralement « au-delà des frontières de ce monde »), la semaine autour de l'équinoxe de printemps (shunbun), est une période où les bouddhistes rendent hommage à leurs ancêtres et se rendent à leurs tombes, comme au Higan de l'automne.
- Février (kisaragi ou nigatsu), Mars (yayoi ou sangatsu) et Avril (uzuki ou shigatsu). Le troisième mois (sangatsu) du calendrier japonais équivaut à peu près au mois d'Avril du calendrier grégorien, donc Fin de Mars (yayoijin) équivaut à Fin du printemps (haru no hate).
- La douceur (atatakashi ou nurumu) : pendant tout le printemps, le temps se radoucit par rapport au froid de l'hiver. Également L'eau se réchauffe (mizu nurumu).
- La brume du printemps (kasumi). La brume nocturne du printemps qui obscurcit la lune s'appelle oboro. Haruichiban, le premier grand vent du sud au printemps, est un kigo dans les haiku modernes.
- Les ume en fleurs : début du printemps
- L'uguisu (鶯, rossignol japonais, Cettia diphone) : au début du printemps, cet oiseau est utilisé comme un exemple de son agréable. Les uguisu apparaissaient dans la préface du Kokinshū. Il est souvent associé aux ume en fleurs ou à la croissance des plantes dans la poésie waka, et est considéré comme l'annonciateur du printemps (春告鳥, harutsugedori?). ? Écouter son chant [Fiche]
- Les fleurs de cerisier (sakura) et la contemplation des fleurs de cerisier (hanami) : à la fin du printemps. Pour les Japonais, les fleurs de cerisier sont si connues que mentionner des fleurs (hana) dans un haiku suppose qu'il s'agit de fleurs de cerisier. Le hanami est une occasion de sortir entre amis ou entre collègues.
- Hanamatsuri (la fête des fleurs), un festival célébrant la naissance de Bouddha le 8 avril.
- Les grenouilles (kawazu) remarquées pendant tout le printemps pour leurs coassements.
- L'alouette (hibari) est remarquée pendant tout le printemps pour ses chants en vol. L'hirondelle (tsubame) symbolise le milieu du printemps. Les gazouillements (saezuri) évoquent les oiseaux qui chantent au printemps.
- Hina Matsuri, la fête des poupées, et Hina (poupée), références à une fête traditionnelle destinée aux filles le 3 mars.

### Été

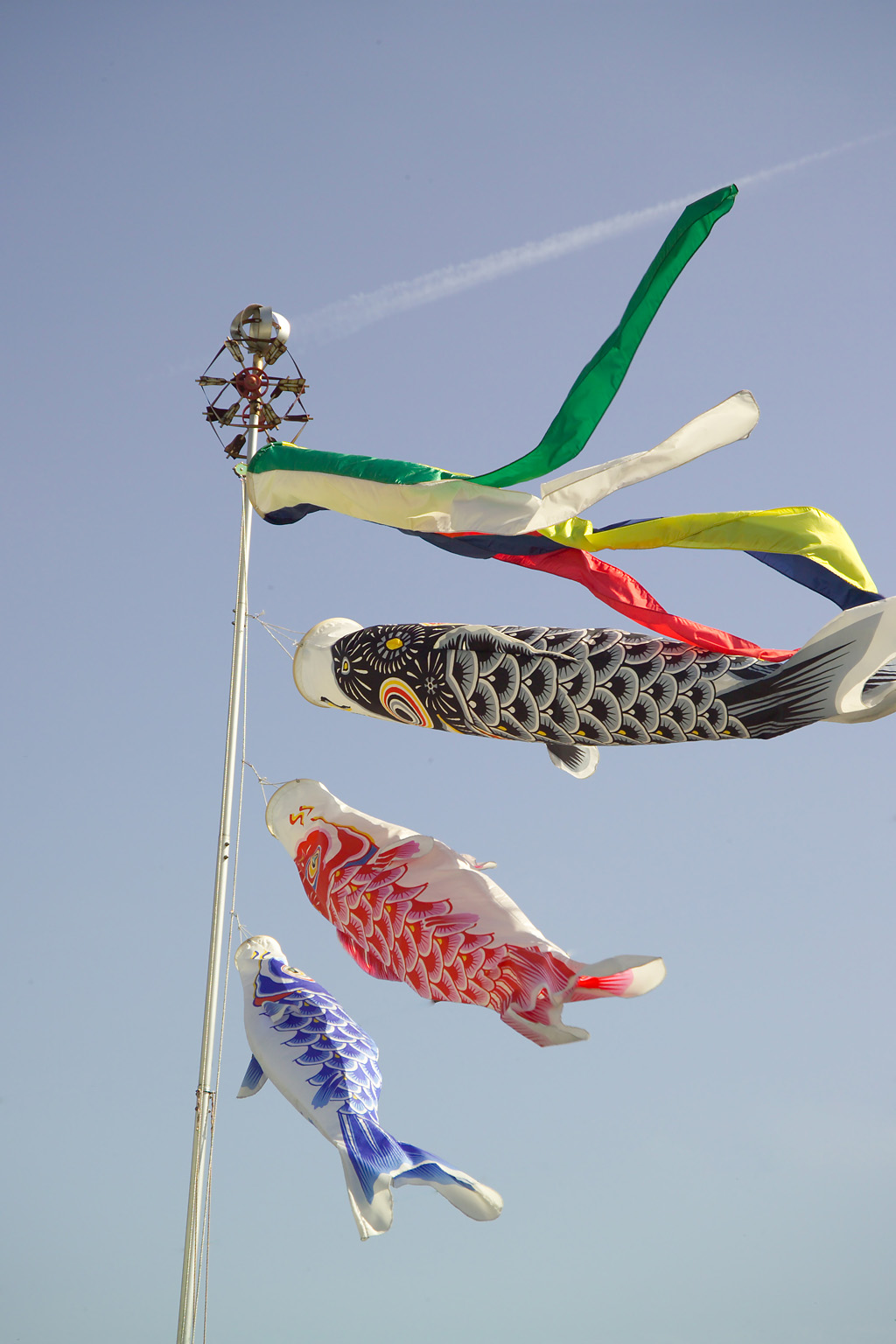
Koinobori, ornement du Tango no sekku, au début de l'été.

- L'été (natsu),  L'été est arrivé (natsu kinu), Fin de l'été (natsu no hate). Vacances (natsu yasumi) indique les vacances scolaires.
- Mai (satsuki ou gogatsu), Juin (minazuki ou rokugatsu), Juillet (fumizuki, fuzuki ou shichigatsu).
- Chaud (atsushi), chaleur (atsusa) et jour chaud (atsuki hi), ainsi que tout ce qui se rapporte à la chaleur, comme la transpiration (ase) et dans les poèmes contemporains, la climatisation (reibō).
- La glycine (fuji), les hana tachibana (fleurs d'oranger sauvage) et l'iris (ayame) au début de l'été, le lotus (hasu ou hachisu) au milieu et à la fin de l'été.
- Saison des pluies (tsuyu) : la saison des pluies japonaise commence généralement à la mi-juin.
- Hototogisu (petit coucou - Cuculus poliocephalus) : pendant tout l'été, le hototogisu est un oiseau de la famille des coucous remarqué pour son chant
- Les cigales (semi) : à la fin de l'été, connues pour leur chant.
- Tango no sekku, une fête traditionnelle pour les garçons le 5 mai. Son équivalent pour les filles est le Hinamatsuri au printemps. Les fêtes (matsuri) désigne les fêtes shintoïstes de l'été destinées à la purification. Traditionnellement, il s'agit de la fête du temple de Kamo à Kyoto, mais en tant que kigo, cela peut désigner n'importe quelle fête locale.

### Automne

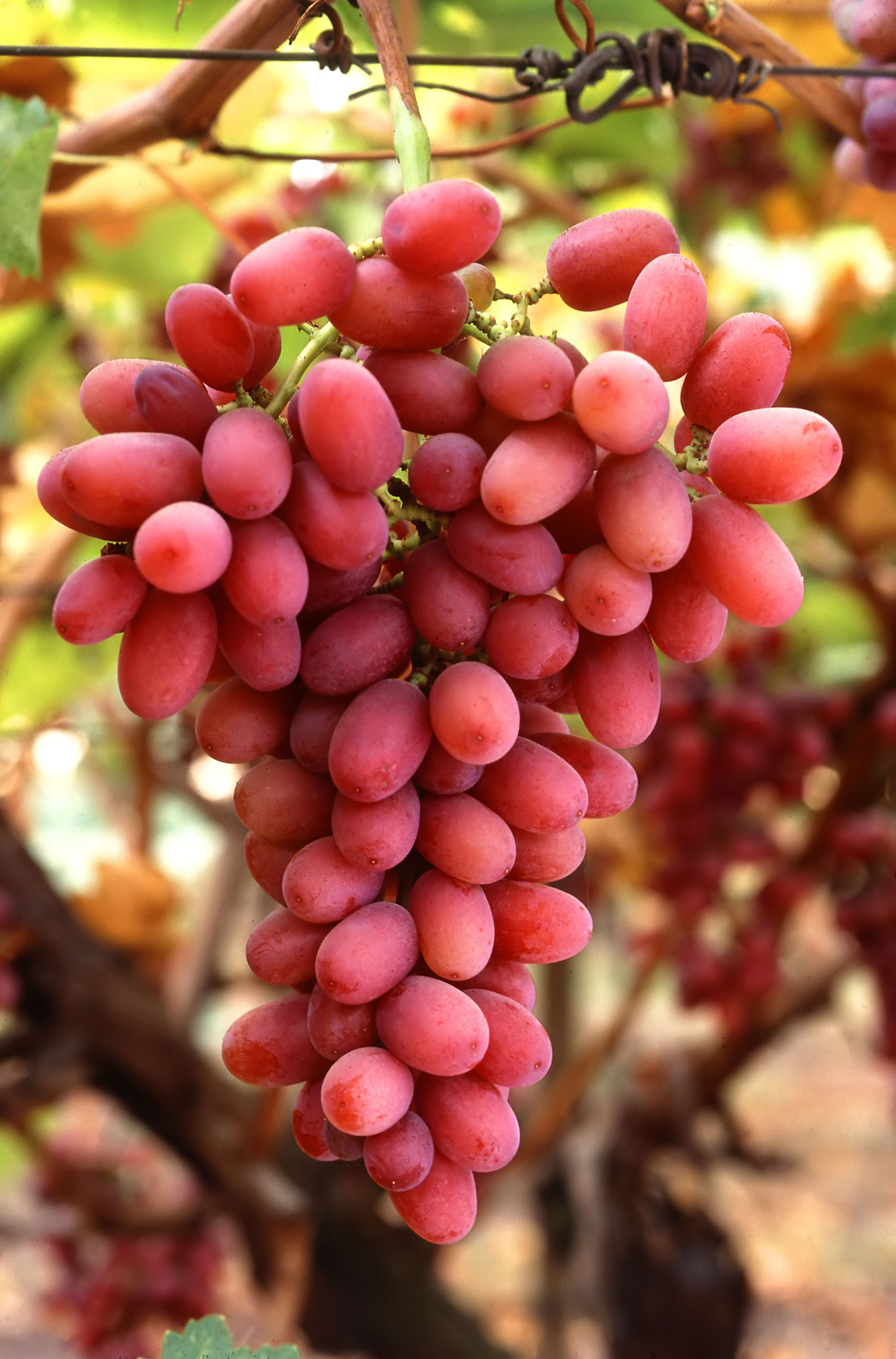
Le raisin (budō) est un fruit récolté en automne.

- L'automne (aki) ; d'autres combinaisons comme L'automne est arrivé (aki tatsu), L'automne se termine (aki tsuku), L'automne est parti (yuku aki).
- Août (hazuki ou hachigatsu), Septembre (nagatsuki ou kugatsu) et Octobre (jūgatsu or kamnazuki). Le neuvième mois (kugatsu) du calendrier japonais équivaut à peu près à Octobre, donc Fin de septembre (kugatsujin) est équivalent à Fin de l'automne (kure no aki).
- Le typhon (taifu ou nowaki), le tonnerre (kaminari)
- La Voie Lactée (amanogawa, littéralement « rivière dans les cieux »), car elle est plus visible en automne au Japon. Elle est associée à Tanabata.
- La lune (tsuki) tout l'automne, et regarder la lune (tsukimi) au milieu de l'automne. Le mot « lune » désigne implicitement la pleine lune en automne. (Regarder la lune et regarder les feuilles (momijimi ou momijigari) en automne (tout comme regarder la neige (yukimi) en hiver et regarder les fleurs de cerisier (hanami ou sakuragari) au printemps) sont des activités de groupe courantes au Japon.)
- Les insectes (mushi), généralement des insectes qui chantent. Par exemple le criquet (kōrogi) pendant tout l'automne, pour le chant des mâles.
- La poire nashi (梨 nashi), le cognassier (boke no mi), la pêche (momo), le kaki, les pommes (ringo) et les raisins (budō) sont quelques fruits utilisés comme kigo d'automne.
- Les couleurs des feuilles (momiji) à la fin de l'automne ; c'est un sujet très courant pour les haiku, ainsi que d'autres sujets analogues comme les premières feuilles de couleur (hatsu momiji) au milieu de l'automne, les feuilles qui brillent (teri momiji) à la fin de l'automne, les feuilles qui changent de couleur (usumomiji) au milieu de l'automne, les feuilles commencent à tomber (momiji katsu chiru) à la fin de l'automne, etc.
- Les épouvantails (kakashi), la récolte du riz (inekari) : la récolte du riz est un moment important au Japon.
- La fête d'automne (akimatsuri) : il s'agit principalement de remercier Dieu pour les récoltes. Il y a d'autres fêtes en automne comme Tanabata (la fête de la tisserande et du bouvier), le pèlerinage aux tombes (haka mairi), et la fête de Bon (les esprits des ancêtres viennent participer à la fête avec leurs descendants, urabon-e) pendant tout le début de l'automne. Ce sont des kigo tout comme les ornements et les activités associées comme les feux appelés mukae-bi (feux qui accueillent les esprits des ancêtres) et les danses rituelles (bon odori).

### Hiver

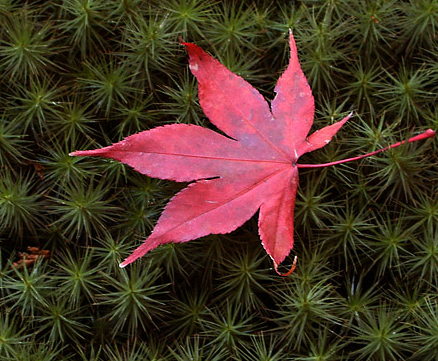
Feuilles tombées (ochiba), un symbole de l'hiver.

- L'hiver (fuyu), utiliser ce mot dans un haiku ajoute un sens de froid, de noirceur et de solitude au poème.
- Novembre (shimotsuki ou jūichigatsu), Décembre (shiwasu ou jūnigatsu) et Janvier (mutsuki ou ichigatsu).
- Froid (samushi) et froideur (samusa).
- Les feuilles tombées (ochiba) et les feuilles desséchées (kareha) tout l'hiver. De même que les feuilles colorées sont un signe évident de l'automne, les feuilles tombées symbolisent l'hiver.
- Regarder la neige (yukimi) à la fin de l'hiver est une activité de groupe populaire au Japon. Également première neige (hatsu yuki) au milieu de l'hiver, neige (yuki) et glace (kōri) à la fin de l'hiver.
- Soupe au fugu (fugujiru), ragoût de lotte (ankō nabe), huître (kaki) : des plats de saison.
- Noël : il s'agit d'un kigo moderne, qui n'était pas utilisé pendant l'ère Edo, époque où le christianisme était interdit.
- Vendeur de calendriers (koyomiuri) pour la préparation de la nouvelle année.
- La veille du Nouvel An (ōmisoka ou toshi no yo, littéralement « la fin de l'année », et la fête de la veille du Nouvel An (toshiwasure).
- Kan, les jours du 5 ou 6 janvier au 4 ou 5 février, littéralement « froids », qui sont issus de la tradition chinoise à 24 saisons. Également Daikan (grand froid), autour du 20 janvier, ou le début de la saison de Kan (kan no iri,  5/6 janvier).

### Nouvel an
Cette catégorie de kigo est une invention moderne. Avant que le Japon n'adopte le calendrier grégorien (en 1873), l'année commençait au début du printemps.
- Le Nouvel An (正月 shōgatsu) : comme dans beaucoup d'autres cultures, le Nouvel An au Japon est un moment de fête et de nombreuses activités qui lui sont associées peuvent être mentionnées dans un haiku, comme les « premières fois » : le premier soleil (hatsuhi), le premier rire (waraizome), et la première calligraphie (kakizome). On trouve aussi la fête du Nouvel An (ganjitsu).
- La première hirondelle (hatsu-suzume) annonce la nouvelle année.
- Les coutumes du Nouvel An : kadomatsu (une décoration traditionnelle de pin et de bambou qui se place près de la porte), otoshidama (l'argent de poche du nouvel an pour les enfants), toso (un saké rituel qui se boit lors du Nouvel An).
- Osechi (repas traditionnel du Nouvel An): zōni (un bouillon de légumes traditionnel avec des gâteaux de riz gluant (mochi), dont les ingrédients varient beaucoup d'une région à l'autre du Japon), les sept herbes (nanakusa) et la bouillie de riz aux sept herbes (nanakusa gayu), qu'on mange le soir du 17 janvier (jinjitsu).

### Débat sur le Nouvel An et les saisons
Le changement du calendrier traditionnel vers le calendrier grégorien a entraîné de nombreux changements dans la vie quotidienne japonaise. Même les événements traditionnels ont été affectés par ce changement. Comme le kigo est associé à ces événements saisonniers, des poètes modernes doivent reconsidérer la construction du kigo et son attribution aux saisons. Un des changements principaux a été la création du Nouvel An en tant que saison du kigo.
Un autre exemple typique est la fête de Tanabata. La date traditionnelle de Tanabata est le 7e jour du 7e mois du calendrier traditionnel japonais, donc en août pour le calendrier grégorien. De nos jours, dans de nombreux endroits la fête est célébrée le 7 juillet, et considérer Tanibata comme un kigo d'été est devenu sujet à débat.

## Lekigoen dehors du Japon
Bien que le haïku soit à l'origine un genre poétique japonais, il s'en écrit désormais dans le monde entier en différentes langues. Le Haiku World de William J. Higginson (1996), le premier saijiki international, contient plus de 100 poèmes de plus de 600 poètes de 50 pays différents, écrits en 25 langues. Mais l'écriture de haïku dans le monde a véritablement commencé à se développer avec Internet, où on peut trouver des exemples de haïku en latin ou espéranto, et de nombreux exemples dans différentes langues parlées dans le monde.
Ceux qui écrivent des haïku en dehors du Japon doivent adapter le principe du kigo au climat local et à la culture locale. De nombreux phénomènes utilisés comme kigo sont similaires partout dans le monde, comme la floraison des fleurs et des arbres au printemps, ou les migrations des oiseaux au printemps et en automne. Même si les arbres ou les oiseaux ne sont pas ceux du Japon, le principe reste le même.
Cependant, les conditions climatiques à l'étranger peuvent être très différentes de celles au Japon. Les pays tropicaux, par exemple, n'ont pas le climat tempéré du Japon et n'ont que deux saisons, une sèche et une humide (mousson). La Tornado Alley (région centrale des États-Unis) a une saison des tornades (entre la fin de l'hiver et le milieu de l'été selon la latitude). Les zones au climat méditerranéen comme l'ouest de l'Australie, la Californie ou le sud de l'Europe ont leur « plein été ». Dans les Caraïbes et l'Atlantique nord, les mois d'été et d'automne sont la saison des cyclones tropicaux.
Il y a de nombreuses cultures dans le monde, mais on peut toujours trouver des similarités tout comme des différences. De nombreuses cultures ont des « fêtes des récoltes ». Certains pays verront l'oiseau migrateur comme un hôte de l'hiver, d'autres verront ses nids au printemps, et d'autres ses voyages en automne et au printemps.

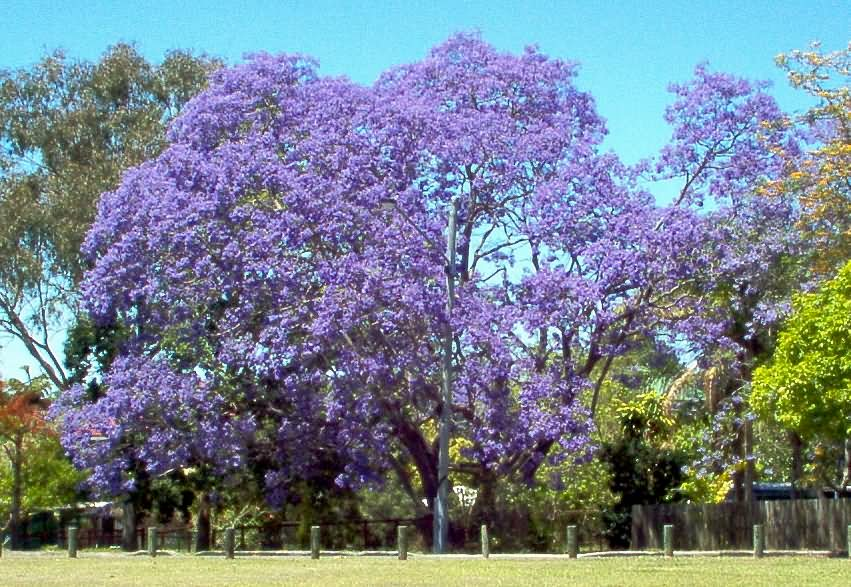
Un grand jacaranda en fleurs.

Voici des exemples de kigo de Californie du Sud :
- Le ciel : Les vents de Santa Ana (des vents chauds qui soufflent généralement en hiver), l'obscurité de juin (un temps très couvert sur la côte), le brouillard (près de Los Angeles, le brouillard est plus important en été)
- La terre : La « saison de feu » et les feux de forêts (des mois très secs de juillet et août aux premières pluies d'hiver, le risque de feu est important dans les collines et les montagnes)
- L'humanité : Le surf, le beach-volley, les patins à roulettes, et le skateboard (bien que pratiquées partout dans le monde, ces activités sont particulièrement populaires en Californie)
- Les fêtes : Pâques à Hollywood Bowl, Le Tournoi de la Parade des Roses (le matin du Nouvel An avant le tournoi de football Rose Bowl). El dia de los muertos (la fête des morts mexicaine les 1er et 2 novembre)
- Les animaux : Grunion (un poisson de la taille d'une sardine qui dépose ses œufs à marée haute vers minuit), l'observation des baleines (la baleine grise du Pacifique s'observe des côtes ou des bateaux quand elles se déplacent vers leur lieu d'élevage du lagon de Baja California.)
- Les plantes : Jacaranda (un arbre d'ornement introduit anciennement très présent dans de nombreux quartiers qui donne des fleurs bleu-violet au milieu du printemps), les fleurs sauvages du désert (les déserts comme Joshua Tree National Park peuvent se transformer en parterres de fleurs après une bonne saison pluvieuse)

## Kigoethaïku
Dans ce célèbre hokku de Matsuo Bashō, la « grenouille » est un kigo du printemps. Les hokku parlent habituellement des croassements des grenouilles à la période des amours, mais le poète parle ici d'un autre son.
|  | ふるいけや     | Furuike ya      | Ah, le vieil étang    |
|  | かわずとびこむ | Kawazu tobikomu | Une grenouille saute— |
|  | みずのおと     | Mizu no oto     | bruit de l'eau.       |

### Leshaïkudoivent-ils inclure unkigo?
Avant l'ère Meiji (avant 1868), presque tous les haïku comportaient un kigo. Par exemple, les experts japonais n'ont dénombré que 10 hokku de Matsuo Bashō (1644-1694) dans la catégorie des poèmes divers (zō) soit un sur 1 000. Comme la plupart des poètes d'avant l'ère Meiji, Bashō écrivait principalement des haïkaï no renga, il composait donc de nombreux vers amoureux et autres pour les strophes intérieures du renga. Généralement, la moitié des vers d'un renga est dépourvue de référence aux saisons. Bashō pensait également que si un hokku contenait un utamakura, alors le kigo pouvait être omis (un utamakura est un nom de lieu à connotation poétique et s'utilise comme mot-clef — généralement, l'utamakura est utilisé dans le waka et non dans le haïku). Un peu plus tard, Kobayashi Issa (1763-1828), qui écrivait des hokku et non des renga, écrivit 109 hokku sans kigo (sur environ 20 000).
Masaoka Shiki (1867-1902), poète de l'ère Meiji qui recommandait plusieurs réformes majeurs de l'écriture du hokku et du tanka, comme un élargissement des sujets et du vocabulaire, incluait malgré tout le kigo dans sa version révisée du hokku rebaptisée haïku. Les experts ont classé quelques centaines des haïku de Shiki dans la catégorie « divers » sur les quelques milliers qu'il écrivit. Son successeur Kyoshi Takahama, qui était le poète le plus influent de la génération post-Shiki, mettait également l'accent sur le kigo. Cependant, au début du XXe siècle, plusieurs poètes japonais comme Hekigotō Kawahigashi,  Seisensui Ogiwara, Yonejirō Noguchi, Taneda Santōka, Hōsai Ozaki, Nakatsuka Ippekirō, et Natsuishi Ban'ya suivirent moins la tradition du kigo dans les haïku. Hekigoto et Seisensui s'opposèrent activement à la tradition du kigo, mais ces iconoclastes incluaient pourtant souvent des kigo dans leurs poèmes.
La plupart des haïku contemporains suivent toujours la tradition et comportent donc un kigo. Pour de nombreux auteurs et éditeurs de haïku, il faut toujours qu'un haïku comporte un kigo. Pour les puristes, un poème sans kigo est autre chose, soit un senryu (haïkaï comique) ou un zappai (haïkaï divers). Avant que quelques saijiki modernes n'introduisent la catégorie « divers », aucun haïku sans saison n'était utilisé dans les saijiki, qui font référence pour les poètes japonais.
Il y a cependant des réformateurs qui suggèrent d'utiliser des « mots-clefs » comme aurore, gâteau d'anniversaire, vague, chien, qui amènent des associations d'idées mais ne renvoient pas à une saison en particulier. Les animaux qui ne migrent pas comme les pigeons sont d'autres exemples de mots-clefs ou de kigo sans saison.